# Per Wickenberg

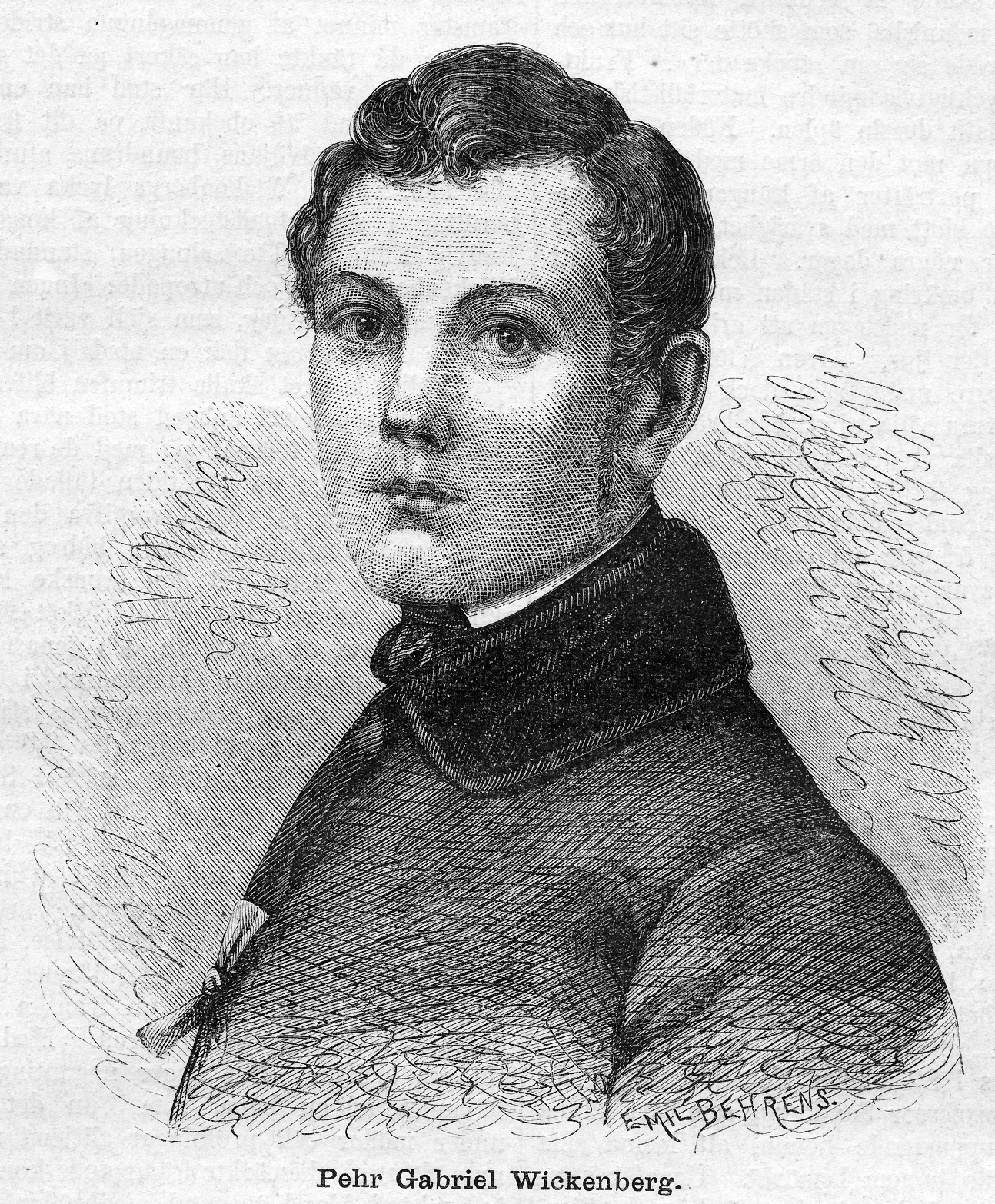
Per Wickenberg

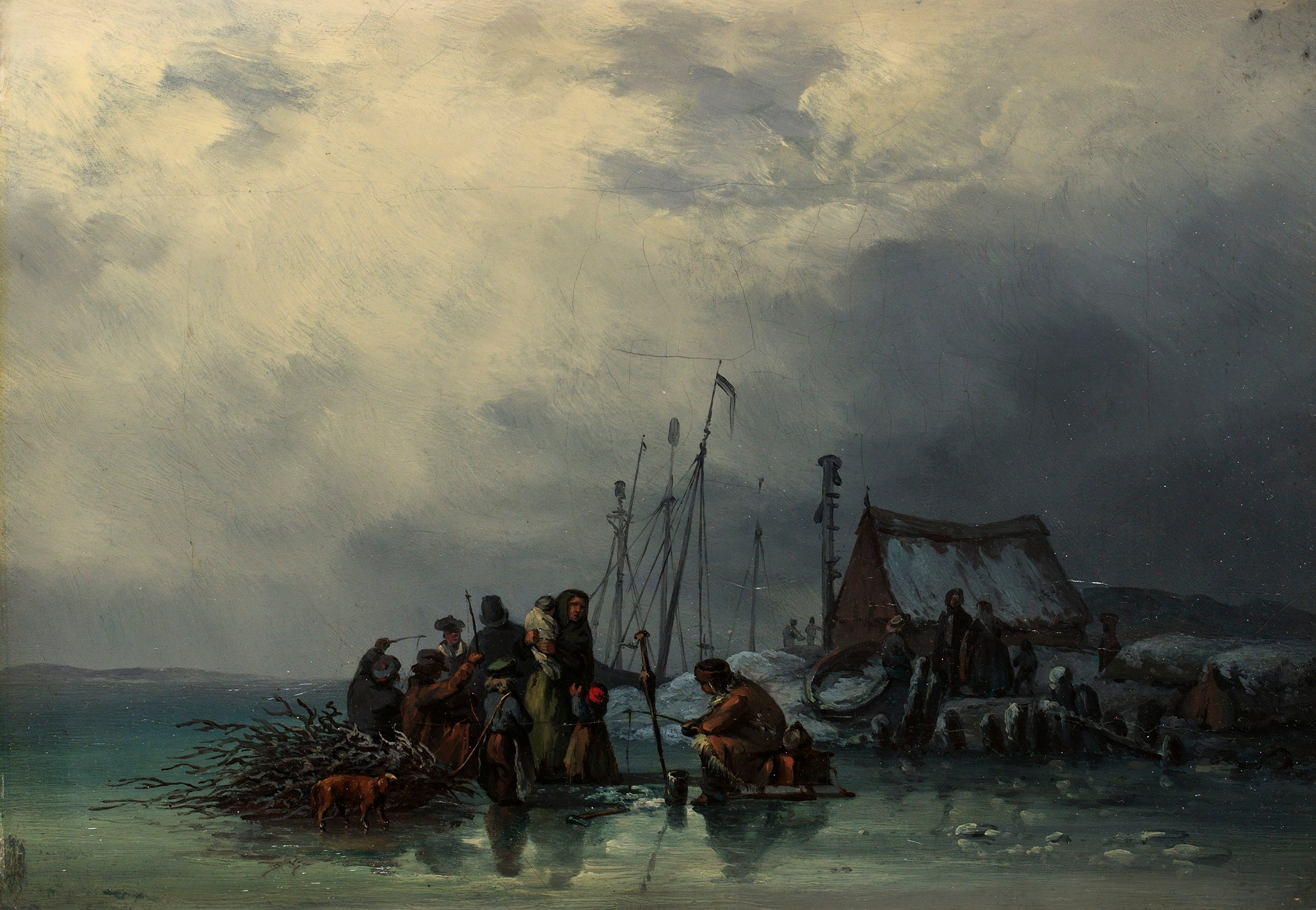
Per Wickenberg 1839: Eisangeln

Per Wickenberg, auch Pehr Wickenberg oder Petter Gabriel Wickenberg (* 1. Oktober 1812 in Malmö; † 19. Dezember 1846 in Pau), war ein schwedischer Maler, der seit 1838 in Frankreich lebte.

## Leben
Per Gabriel Wickenberg, Sohn des Fahnenjunkers Jonas Wickenberg und seiner Frau Katarina Isberg, schloss die Schule in Malmö ab und studierte in der ersten Hälfte der 1830er Jahre an der Kunstakademie Stockholm bei Johan Gustaf Sandberg Malerei. Zunächst nahm er sich – gefördert von dem Zeichner und Lithografen Michael Gustaf Anckarsvärd (1792–1878) – bukolische Szenen und Motive aus der Mythologie vor.
1836 kurierte Wickenberg eine Augenerkrankung in Bad Teplitz. Darauf hielt er sich ein Jahr lang in Berlin auf. Bei Karl Wilhelm Gropius arbeitete er sich in die Dekorationsmalerei ein und studierte die in den Berliner Museen hängenden Werke der Altniederländischen Malerei. Im Herbst 1837 ging er nach Paris. Seine Nordische Winterlandschaft erhielt auf dem Pariser Salon 1838 im Louvre eine Goldmedaille. 1839 wurde das Gemälde Eisangeln auf dem Salon ein großer Erfolg. Baron Jean-Conrad Hottinguer kaufte das Bild. Wickenberg wurde Ritter der Ehrenlegion. Der Maler erhielt von der Stockholmer Kunstakademie den Titel Agré verliehen. Er bereiste 1839 Belgien und Holland. 1842 wurde er Mitglied der schwedischen Akademie. Ebenfalls 1842 wurde er in Schweden mit dem Wasaorden dekoriert.
Dank des anwachsenden Pariser Kundenkreises zog Wickenberg aus seinem bescheidenen Atelier in der Rue Saint-Honoré aus und bezog ein komfortableres in der Rue de la Bienfaisance in Paris. An Tuberkulose erkrankt, verbrachte er den Winter auf das Jahr 1844 in Nizza und ging im Herbst 1845 nach Pau.